# مایکروسافت لومیا ۹۵۰ ایکس‌ال
مایکروسافت لومیا ۹۵۰ ایکس‌ال به‌عنوان یکی از گوشی‌های مایکروسافت در سال ۲۰۱۵ معرفی شد.
مایکروسافت سعی کرده تا از لومیا ۹۵۰ ایکس‌ال یک شاهکار بسازد. استفاده از دوربین اصلی ۲۰ مگاپیکسلی همراه با فلشی از نوع LED با نور سه رنگ و همچنین دوربین سلفی ۵ مگاپیکسلی می‌تواند نشان‌دهندهٔ این موضوع باشد. در کنار این دوربین استفاده از یکی از تراشه‌ای تراز اول دنیا یعنی اسنپ‌دراگون ۸۱۰ شرکت کوالکام همراه با ۳ گیگابایت رم جای هیچ‌گونه نگرانی از لحاظ سخت‌افزاری برای کاربران گوشی باقی نمی‌گذارد. مایکروسافت در کنار این تراشه، ۳۲ گیگابایت حافظهٔ داخلی قرار داده؛ البته امکان افزایش آن تا ۲۰۰ گیگابایت دیگر توسط کارت حافظهٔ جانبی برای کاربران لومیا ۹۵۰ ایکس‌ال فراهم‌شده‌است. مثل سایر گوشی‌های مایکروسافت، امکان استفاده از Wi-Fi، بلوتوث، رادیو و NFC در این گوشی هم وجود دارد. از طرفی مجهز شدن این گوشی به USB Type C تضمین می‌کند که لومیا ۹۵۰ ایکس‌ال می‌تواند با همین یک پورت از عهدهٔ هر کاری از شارژ شدن گرفته تا Continuum برآید.
این گوشی با پشتیبانی از یک سیم‌کارت و دو سمی کارت و شبکهٔ 4G روانهٔ بازار شده‌است. قطع سیم کارت در این گوشی ایز نانو می‌باشد.
با استفاده از پنل‌های کم‌مصرف اولد، لومیا ۹۵۰ ایکس‌ال علاوه برداشتن نمایشگری بزرگ می‌تواند مصرف انرژی را هم کنترل می‌کند. برای لومیا ۹۵۰ ایکس‌ال نمایشگری ۵٫۷ اینچی که رزولوشن ۲۵۶۰ در ۱۴۴۰ پیکسل دارد در نظر گرفته شده‌است. این نمایشگر از فناوری امولد استفاده می‌کند و می‌تواند تراکم ۵۱۸ پیکسل بر اینچ را به تصویر بکشد. همچنین باتری ۳۳۴۰ میلی‌آمپری که به کمک شارژر پرقدرت این گوشی بسیار سریع شارژ می‌شود، بازده خوبی با توجه به نمایشگر و تراشهٔ گوشی دارد.
از دیگر مشخصات این گوشی می‌توان به ضخامت ۸٫۱ میلی‌متری و وزن ۱۶۵ گرمی‌اش اشاره کرد. اما مایکروسافت همچنان اعتقادی به استفاده از فلز در ساخت گوشی ندارد و قاب پشتی گوشی را هم قابل بازشدن می‌سازد.
این فبلت مایکروسافت نه‌تنها با سیستم‌عامل ویندوز۱۰ روانه بازار شده بلکه به نمایشگر با رزولوشن quadHD و اندازهٔ ۵٫۷ اینچ، تراشهٔ قدرتمند اسنپ‌دراگون ۸۱۰ و ۳ گیگابایت رم، همچنین دوربین اصلی ۲۰ مگاپیکسلی و سلفی ۵ مگاپیکسلی مجهز شده تا در کنار باتری ۳۴۴۰ میلی‌آمپر ساعتی و طراحی زیبا و چشم‌نوازش حرف‌هایی برای گفتن داشته باشد.